# العلاقات المالية المولدوفية
العلاقات المالية المولدوفية هي العلاقات الثنائية التي تجمع بين مالي ومولدوفا.

## مقارنة بين البلدين
هذه مقارنة عامة ومرجعية للدولتين:
| وجه المقارنة                                              | مالي            | مولدوفا                           |
| --------------------------------------------------------- | --------------- | --------------------------------- |
| المساحة (كم2)                                             | 1.24 مليون      | 33.85 ألف                         |
| عدد السكان (نسمة)                                         | 18.54 مليون     | 2.55 مليون                        |
| الكثافة السكانية (ن./كم²)                                 | 14.95           | 75.33                             |
| العاصمة                                                   | باماكو          | كيشيناو                           |
| اللغة الرسمية                                             | لغة فرنسية      | اللغة المولدوفية، اللغة الرومانية |
| العملة                                                    | فرنك غرب أفريقي | ليو مولدوفي                       |
| الناتج المحلي الإجمالي (بليون دولار)                      | 15.29 مليار     | 8.13 مليار                        |
| الناتج المحلي الإجمالي (تعادل القوة الشرائية) بليون دولار | 35.69 مليار     | 17.94 مليار                       |
| الناتج المحلي الإجمالي الاسمي للفرد دولار أمريكي          | 724             | 3.65 ألف                          |
| الناتج المحلي الإجمالي للفرد دولار أمريكي                 | 1.60 ألف        | 4.98 ألف                          |
| مؤشر التنمية البشرية                                      | 0.419           | 0.693                             |
| رمز المكالمات الدولي                                      | +223            | +373                              |
| رمز الإنترنت                                              | .ml             | .md                               |
| المنطقة الزمنية                                           | 00              | ت ع م+02:00، ت ع م+03:00          |

## منظمات دولية مشتركة
يشترك البلدان في عضوية مجموعة من المنظمات الدولية، منها:
| علم المنظمة | اسم المنظمة                               | تاريخ انضمام مالي | تاريخ انضمام مولدوفا |
| ----------- | ----------------------------------------- | ----------------- | -------------------- |
|             | البنك الدولي للإنشاء والتعمير             | 27 سبتمبر 1963    | 12 أغسطس 1992        |
|             | منظمة التجارة العالمية                    | ?                 | ?                    |
|             | المركز الدولي لتسوية المنازعات الاستشارية | 2 فبراير 1978     | 4 يونيو 2011         |
|             | منظمة حظر الأسلحة الكيميائية              | ?                 | ?                    |
|             | الفريق المعني برصد الأرض                  | ?                 | ?                    |
|             | الأمم المتحدة                             | 28 سبتمبر 1960    | 2 مارس 1992          |
|             | منظمة الشرطة الجنائية الدولية             | ?                 | ?                    |
|             | وكالة ضمان الاستثمار متعدد الأطراف        | 22 أكتوبر 1992    | 9 يونيو 1993         |
|             | يونسكو                                    | 7 نوفمبر 1960     | 27 مايو 1992         |
|             | مؤسسة التنمية الدولية                     | 27 سبتمبر 1963    | 14 يونيو 1994        |
|             | مؤسسة التمويل الدولية                     | 9 مايو 1978       | 10 مارس 1995         |
|             | الاتحاد البريدي العالمي                   | ?                 | ?                    |
|             | الاتحاد الدولي للاتصالات                  | 21 أكتوبر 1960    | 20 أكتوبر 1992       |

## وصلات خارجية
- موقع وزارة الخارجية المولدوفية